# Cor van Rijn
Cornelis (Cor) van Rijn (Rotterdam, 29 april 1929 – Amsterdam, 4 augustus 2018) was een Nederlands televisie-, film- en stemacteur.
Cor van Rijn debuteerde in 1952 als volontair bij de Rotterdamse Comedie. Tussen 1953 en 1955 werkte hij bij het cabaretgezelschap van Toon Hermans, waarna hij naar de Nederlandse Comedie vertrok. Hij speelde er tot 1971 (onderbroken door een aantal jaren bij het gezelschap Ensemble). Vanaf 1971 speelde hij hoofdzakelijk in vrije producties.
Vanaf het einde van de jaren '70 werd hij vooral bekend met zijn rollen in kinderseries en -films als Martijn en de magiër (1978), De Zevensprong en Thomas en Senior. Hij leende zijn stem aan de Nederlandse versie van de Walt Disney-film Frank en Frey waarin hij te horen was als Ouwe Sepp.
In 1991 speelde Cor van Rijn zijn laatste rol in het toneelstuk Gebroeders Karamazov. Daarna ging hij zich bezighouden met schilderen en het maken van grafiek.

## Filmografie
- 1960 - Het grote mes - Smiley Coy (televisiefilm)
- 1960 - De huzaren - Griffier (televisiefilm)
- 1961 - Zesde etage - Inspecteur Aline (miniserie)
- 1961 - Improvisatie - Tony (televisiefilm)
- 1962 - De schaduw van Mart (televisiefilm)
- 1963 - Bloemen voor de president - Danny (televisiefilm)
- 1963 - Schuld en boete - Student Pjestrjakow (televisiefilm)
- 1963 - Geld te geef - Ted Winters (televisiefilm)
- 1964 - Galgenaas (televisiefilm)
- 1965 - Hendrik IV - dienaar Landolf (televisiefilm)
- 1966 - Yerma - Juan Dekker
- 1966 - De onderkruiper (televisiefilm)
- 1967 - De zendeling (televisiefilm)
- 1967 - De regels van het spel (televisiefilm)
- 1972 - VD - Priester
- 1974 - Centraalstation (televisieserie)
- 1975 - Historia morbi (korte film)
- 1975 - Kind van de zon
- 1975 - Rooie Sien - Mooie Frans
- 1976 - Volk en vaderliefde - Gautama (televisiefilm)
- 1977 - Een stille liefde - Vader van Sem
- 1977 - Adelbert - (korte film)
- 1977 - Picknick - (korte film)
- 1977 - Raven onderweg - Frans Eykelboom (televisiefilm)
- 1978 - De kindervriend (televisiefilm)
- 1978 - Doodzonde - Marcel
- 1979 - Martijn en de magiër - Vader van Martijn
- 1979 - Dokter Glas - Ds. Gregorius (televisiefilm)
- 1981 - Come-back - Dr. Voogd
- 1982 - A Time to Die - Vrost
- 1982 - Moord voor beginners - Inspecteur (televisiefilm)
- 1982 - De zevensprong - Jan Thomtidom
- 1983 - De mannetjesmaker - Ambtenaar
- 1984 - Overvallers in de dierentuin - Directeur Vereboer
- 1984 - Het vonnis (televisiefilm)
- 1984 - De vogelmens
- 1985 - Het bittere kruid - Huiseigenaar
- 1985 - Jacht op het verleden (televisiefilm)
- 1988 - Thomas en Senior op het spoor van Brute Berend - Leraar Hageman
- 1988 - Leven in de Gouden Eeuw (televisiefilm)
- 1990 - De brug - Begrafenisondernemer Gotlieb

### Stemmen
- 1981 - Frank en Frey - Ouwe Sepp